# Величко-Стецюн Лідія Андріївна
Величко-Стецюн Лідія Андріївна (нар. 14 квітня 1951, Харків) — українська співачка (лірико-колоратурне сопрано), педагог, доцент. Дружина Миколи Стецюна. Заслужений артист України (1996). Лауреатка Національного конкурсу камерних музикантів-виконавців (1988, ІІ премія). Член Національної всеукраїнської музичної спілки (2012).

## Біографія
Лідія Андріївна Величко народилася 14 квітня 1951 року у Харкові. У 1978 році закінчила Харківський інститут мистецтв (кл. М. Долідзе). Відтоді — солістка Харківської обласної філармонії. Протягом 1993—2001 років працювала за сумісництвом на посаді викладача Харківського музичного училища. У 1998 році почала викладати у Харківському університеті мистецтв та, одночасно, у 2001—2007 — доцент кафедри хорознавства та хорового диригування у Харківській державній академії культури.
Отримала почесне звання Заслужений артист України у 1996 році. Нагороджена почесними грамотами, має подяки Міністерства культури і мистецтв України, Харківської облдержадміністрації та міського голови. Входила до складу журі багатьох вокальних конкурсів у Харкові.

## Основні програми
- «Мрії любові» (за творами Дж. Россіні, Ґ. Доніцетті, К. Сен-Санса, Ж. Массне, М. Римського-Корсакова, М. Стецюна, М. Жербіна та ін.),
- «Піднесене земне» (за творами В.-А. Моцарта та А. Вівальді),
- «Солов'їний романс»,
- «Аве Марія».

У репертуарі співачки — твори українських і російських композиторів-класиків, а також сучасних авторів. У її виконанні лунають твори зарубіжних композиторів, написані на духовні, євангелійні тексти. Гастролювала у Швеції, Іспанії, Польщі, Німеччині.